# Aleixo Mosele (césar)
Aleixo Mosele (em grego: Ἀλέξιος Μωσηλέ; romaniz.: Aléxios Moselé) ou Musele/Mousele (Μουσουλέμ/Μουσελέ; Mousoulém/ Mouselé) foi um aristocrata e general bizantino da família Mosele, escolhido pelo imperador Teófilo (r. 829–842) durante algum tempo como seu herdeiro, prometido em casamento a sua filha Maria e elevado à dignidade de césar. Participou em campanhas militares nos Bálcãs, recuperando territórios dos eslavos e lutou com algum sucesso na Sicília contra os árabes. Chamado a Constantinopla, sob suspeita de conspirar para usurpar o trono bizantino, foi preso, mas depois perdoado e autorizado a retirar-se para um mosteiro, onde passou o resto de seus dias.

## Biografia

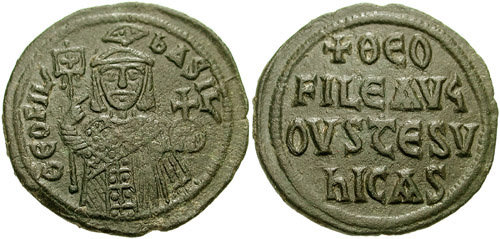
Fólis de cobre do imperador Teófilo cunhado em celebração de sua vitória sob os árabes em 835

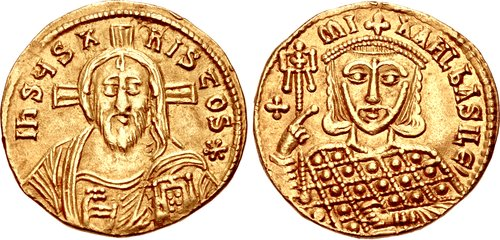
Soldo de r.

Aleixo foi possivelmente filho ou neto do general Aleixo Mosele, ativo no reinado de Constantino VI (r. 780–797), embora as crônicas bizantinas registrem que foi descendente da família Crenita. As mesmas crônicas mencionam também um irmão de nome Teodósio, que ostentou o título de patrício. Em algum momento entre 836 e 839, Aleixo casou-se com a princesa Maria, filha mais nova e favorita do imperador Teófilo, apesar dela ser ainda uma criança. O imperador não tinha então um herdeiro masculino e esta decisão foi evidentemente tomada para colocar Aleixo como seu herdeiro presuntivo. Aleixo foi progressivamente promovido a patrício e antípato, em seguida a magistro e finalmente césar. Foi a única pessoa conhecida a ter sido promovida ao posto durante o reinado de Teófilo, e pode de fato ter sido elevado tão cedo quanto 831, quando a presença de um césar não identificado é atestada em um triunfo imperial. Alternativamente, esta pode ser uma referência a outro titular desconhecido, que provavelmente morreu pouco depois.
No verão de 836, Mosele, recém-promovido a césar, foi enviado com um exército contra os búlgaros na Trácia. Ao invés de confrontá-los, no entanto, se concentrou em recuperar para o Império Bizantino a faixa costeira entre os rios Nesto e Estrimão, que tinha sido abandonada aos eslavos pelo tratado bizantino-búlgaro de 815. Desta forma, restaurou a ligação direta entre a Trácia e Tessalônica, a principal cidade do império nos Bálcãs. Após fundar uma nova cidade na Macedônia oriental, de nome Cesarópolis, retornou para Constantinopla. Aleixo pode ter participado da campanha vitoriosa de Teófilo contra Melitene em 837, pois é lembrado por sua presença no triunfo que seguiu o retorno do imperador. Contudo, isso é disputado por alguns estudiosos. Em 838, Mosele foi enviado numa expedição contra os árabes na Sicília. Lá, alcançou várias vitórias, forçando os árabes a levantarem o cerco de Cefalódio e infligindo-lhes várias derrotas. Porém, suas forças foram insuficientes para expulsar os árabes completamente da parte ocidental da ilha e, no final de 838, ele finalmente foi derrotado por reforços árabes.
Nesse ínterim, a noiva de Aleixo, Maria, morreu com quatro anos de idade e sua conexão com Teófilo tornou-se tênue. Ele foi então acusado por alguns sicilianos de cumplicidade com os árabes e de planejar tornar-se imperador. Para evitar forçar seu césar a um apuro, Teófilo enviou Teodoro Critino, arcebispo de Siracusa, para convocá-lo garantindo sua segurança pessoal. No entanto, após sua chegada à capital, Aleixo foi destituído de seus títulos, espancado e preso. Teodoro Critino confrontou publicamente o imperador por não respeitar a sua palavra na Igreja de Santa Maria de Blaquerna, enfurecendo o imperador, que o mandou espancar e exilar. Porém, pouco depois, o patriarca João, o Gramático, também repreendeu publicamente Teófilo, que finalmente cedeu, liberando tanto Teodoro quanto Aleixo e restaurou ao último sua patente e propriedades. Suas relações com o imperador, contudo, arrefeceram consideravelmente, particularmente após a morte de Maria e o nascimento, em 840, do filho e herdeiro de Teófilo, Miguel III, o Ébrio (r. 842–867). Em 842, Mosele tinha retirado-se para o mosteiro que ele havia fundado no bairro "de Antêmio" (ta Anthemiou) em Crisópolis. Nada se sabe sobre ele depois disso.